# Osztrák tudósok listája

## Tudósok
- Othenio Abel, evolúciókutató
- Max Adler, szociológus
- Peter L. Berger, szociológus
- Eugen von Böhm-Bawerk, közgazdász
- Karl von Frisch, Nobel-díjas viselkedéskutató,
- Alfred Gürtler, szociológus
- Julius von Hann, meteorológus
- Hans Hass, zoológus, tengerkutató, mélytengeri búvár
- Berthold Hatschek, zoológus
- Friedrich August von Hayek, Nobel-díjas közgazdász
- Nicolaus Joseph Jacquin, orvos-botanikus
- Hans Kelsen (Prag), jogász
- Leo Kofler, szociológus
- Leopold Kohr, közgazdász
- Otto König, viselkedéskutató
- Paul Felix Lazarsfeld, szociológus
- Konrad Lorenz, Nobel díjas viselkedéskutató, orvos
- Gregor Mendel (Morvaország), biológus, az örökléstan alapítója
- Oskar Morgenstern, a játékelmélet megalkotója
- Rupert Riedl, zoológus
- Schenzl Guidó meteorológus, csillagász, geofizikus
- Helmut Schoeck, szociológus

## Kémikusok
- Walter Kohn, Nobel-díjas
- Richard Kuhn, Nobel-díjas
- Johann Josef Loschmidt (Csehország)
- Fritz Pregl (Szlovénia), Nobel-díjas
- Max Ferdinand Perutz, Nobel-díjas
- Carl Auer von Welsbach

## Történészek
- Heinrich Appelt
- Ernst Bruckmüller
- Otto Brunner
- Karl Brunner
- Gerhard Botz
- Alphons Dopsch
- Heinrich Fichtenau
- Julius von Ficker
- Othmar Hageneder
- Brigitte Hamann
- Gerhard Jagschitz
- Alfred Kohler
- Alfons Lhotsky
- Wolfgang Neugebauer
- Leo Santifaller
- Theodor von Sickel
- Gerald Stourzh
- Erika Weinzierl
- Herwig Wolfram
- Erich Zöllner

## Orvosok
- Lorenz Böhler
- Karl Fellinger
- Ernst von Feuchtersleben, orvos, költő
- Otto Gross
- Karl Landsteiner, Nobel-díjas
- Siegmund Lustgarten
- Franz Xaver Mayr
- Rudolf Pöch, antropológus
- Carl Rabl
- Julius Wagner-Jauregg, Nobel-díjas

## Filozófusok
- Martin Buber
- Christian von Ehrenfels
- Paul Feyerabend
- Franz Hillebrand
- Karl Popper
- Ludwig Wittgenstein
- Rudolf Steiner

## Pszichológusok
- Alfred Adler
- Viktor Frankl
- Sigmund Freud
- Wilhelm Reich
- Erwin Ringel
- Paul Watzlawick